# Južni Horasan
Južni Horasan (perz. خراسان جنوبی; Horāsān-e Džonūbī, punim imenom استان خراسان جنوبی; Ostān-e Horāsān-e Džonūbī) je jedna od 31 iranske pokrajine. Nastala je 2004. godine razdvojbom Horasana na tri manje pokrajine. Smještena je na istoku zemlje, a omeđena je Razavi Horasanom na sjeveru, Jazdskom pokrajinom na zapadu, Kermanskom pokrajinom odnosno Sistanom i Beludžistanom na jugu, te Afganistanom na istoku. Južni Horasan ima površinu od 95.385 km², a prema popisu stanovništva iz 2006. godine u pokrajini je živjelo 600.568 stanovnika. Sjedište Južnog Horasana je grad Birdžand.

## Okruzi
- Birdžandski okrug
- Bošrujski okrug
- Darmijanski okrug
- Firduški okrug
- Husafski okrug
- Kajenski okrug
- Nehbandanski okrug
- Sarajanski okrug
- Sarbiški okrug
- Zirkuški okrug

## Vanjske poveznice
- (perz.) Službene stranice Južnog Horasana

Ostali projekti
|  | Zajednički poslužitelj ima još gradiva o temi Južni Horasan |